# Ferro (Covilhã)
Ferro é uma vila portuguesa sede da Freguesia de Ferro do Município da Covilhã, freguesia com 30,76 km² de área e 1554 habitantes (censo de 2021), tendo, por isso, uma densidade populacional de 50,5 hab./km².
A povoação de Ferro foi elevada à categoria de vila em 30 de agosto de 1995.
Realiza-se aqui em novembro a Feira da Castanha.

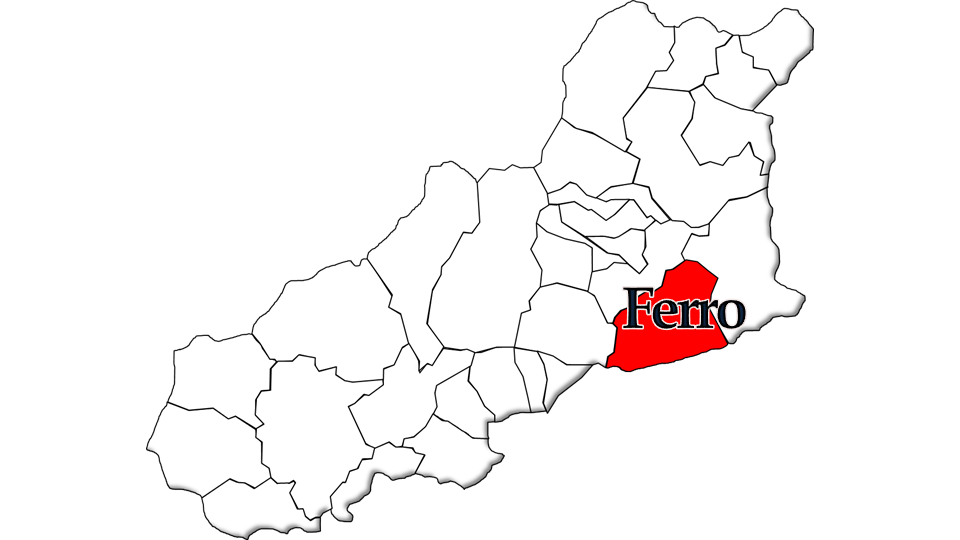
Localização no município da Covilhã

## Demografia
A população registada nos censos foi:
| Distribuição da População por Grupos Etários | Distribuição da População por Grupos Etários | Distribuição da População por Grupos Etários | Distribuição da População por Grupos Etários | Distribuição da População por Grupos Etários |
| -------------------------------------------- | -------------------------------------------- | -------------------------------------------- | -------------------------------------------- | -------------------------------------------- |
| Ano                                          | 0-14 Anos                                    | 15-24 Anos                                   | 25-64 Anos                                   | > 65 Anos                                    |
| 2001                                         | 290                                          | 237                                          | 916                                          | 391                                          |
| 2011                                         | 223                                          | 180                                          | 894                                          | 403                                          |
| 2021                                         | 170                                          | 162                                          | 800                                          | 422                                          |

## Descrição
É composta pelos lugares de Freixo, Lameiras, Madeira, Monte Serrano, Penedia, Rasas, Ribeiro do Moinho, Semaria, Sítio do Marujo, Sítio da Póvoa, Sítio do Ribeiro de Linhares, Sítio do Poço Frio e Souto Alto.
O Ferro é limitado a Norte por parte da freguesia de Caria, separada do Ferro pela ribeira do mesmo nome, e também pelo rio Zêzere, que serve de limite natural entre esta freguesia e a da Boidobra. A Sul confina com as terras de Peroviseu, a Este é limitada pelas freguesias de Peraboa e Peroviseu, a Oeste confronta com as freguesias do Tortosendo e Alcaria.
O povoamento desta freguesia ascende à época romana, uma vez que terá sido este povo que deu nome à povoação, através da palavra latina Ferrum. Os romanos, nas terras que conquistavam, aproveitavam os recursos minerais do subsolo, sendo conhecida a riqueza desta região nessa matéria. Foi mais tarde um curato anexo ao priorado de Santiago da Covilhã, tendo de rendimento anual duzentos mil réis.

## Economia
A cereja tem uma enorme importância na economia local, uma vez que há mais de 60 agregados familiares a viverem desta actividade. É nesta zona que se situa o maior pomar contínuo de cereja a nível nacional, com cerca de 56 hectares.
Criou-se um Centro Interpretativo da Cereja, onde se pretende divulgar a cereja do Ferro.

## Património
- Igreja Paroquial de Ferro
- Capela do Espírito Santo
- Capela do Coração de Maria
- Vestígios arqueológicos romanos
- Sepulturas romanas
- Ponte Pedrinha (sobre o rio Zêzere)
- Miradouro do Monte Serrano